# Grażyna Lisowska
Grażyna Beata Lisowska (ur. 24 sierpnia 1970) – polska otolaryngolog, prof. dr hab. nauk medycznych, adiunkt Katedry i Oddziału Klinicznego Otorynolaryngologii i Onkologii Laryngologicznej Wydziału Nauk Medycznych w Zabrzu Śląskiego Uniwersytetu Medycznego w Katowicach.

## Życiorys
Absolwentka II Liceum Ogólnokształcącego im. Stanisława Staszica w Tarnowskich Górach (1989). W 1995 ukończyła studia medyczne w Śląskiej Akademii Medycznej w Katowicach, 13 maja 1999 obroniła pracę doktorską Ocena emisji otoakustycznej i słuchowych potencjałów wywołanych z pnia mózgu u chorych na cukrzycę typu 1, 7 lutego 2008 uzyskała stopień doktora habilitowanego. 22 marca 2018 nadano jej tytuł profesora w zakresie nauk medycznych.
Jest zatrudniona na stanowisku adiunkta w Katedrze i Oddziale Klinicznym Otorynolaryngologii i Onkologii Laryngologicznej na Wydziale Nauk Medycznych w Zabrzu Śląskiego Uniwersytetu Medycznego w Katowicach.
Jest założycielką Stowarzyszenia Laryngologia Przyszłości – Zabrze.